# Західноугорське повстання

Агітаційна листівка, що закликає населення до голосування за збереження статусу міста Шопрон в складі Австрійської республіки

Західноугорський конфлікт 1921 року — сецесіоністський рух угорських націоналістів щодо приєднання колишніх західноугорських (на момент початку повстання — східноавстрійських) земель до складу Угорщини. За результатами проведеного 1921 року в місті Шопрон референдуму, близько 65 % населення міста висловилось за повернення до складу Королівства Угорщина, що змусило австрійське керівництво погодитись на передачу м. Шопрон зі складу Бургенланду до складу Королівства Угорщина, зберігши за собою право на володіння більшістю території регіону Бургенланд.

## Передумови конфлікту
По закінченні Першої світової війни з угорською владою була укладена мирна угода, що дістала назву Тріанонський договір (за назвою палацу Великий Тріанон, де був підписаний документ). Згідно її положень, Угорщина змушена була відмовитись від більшої частини своєї території згідно з кордонами 1914 року (близько 70 % земель відійшли до інших сусідніх держав) та населення (з 21 млн на початок війни воно скоротилось до 7,6 млн, що залишились на території Угорщини).
До підписання угоди австрійська делегація в Парижі наполягала на необхідності проведення плебісциту на території федеральної землі Бургенланд, яка угорською владою й надалі іменувалась Західною Угорщиною. Проте рішення щодо передачі цих земель до складу Австрії без проведення референдуму було прийнято односторонньо країнами-переможницями, що деякі дослідники пояснюють як, по-перше, намагання якомога більше послабити новоутворену Угорську Радянську Республіку (яка на момент підписання договору вже де-факто не існувала) та, по-друге, бажання більш формально пов'язати столичний віденський регіон із східноавстрійськими землями, що спеціалізувались головним чином на сільському господарстві та харчовій промисловості.

## Перебіг конфлікту
10 вересня 1919 р. був підписаний Сен-Жерменський мирний договір, згідно з яким західноугорські території перейшли під юрисдикцію Австрії. Частина угорців, що таким чином раптово змушена була адаптуватись до життя у складі австрійської держави, не прийняли положення угод і вже незабаром після оприлюднення домовленостей розпочали активну діяльність щодо повернення територій до складу Угорщини.

### Загальне
Після короткого часу існування Угорської Радянської Республіки відповідальність за здійснення політичної влади в країні з листопада 1921 року прийняло на себе нове керівництво на чолі із націоналістом-консерватором Міклошем Горті. Не визнаючи положень Сен-Жерменського та Тріанонського мирних договорів, Горті систематично декларував приналежність Бургенланду до Угорщини. 28 серпня 1921 року австрійські війська здійснили спробу встановити власний остаточний контроль на місцях, проте зіштовхнулись із значним опором радикально налаштованих угорських націоналістів. 11 жовтня 1921 року внаслідок переговорів у Венеції угорське керівництво погодилось на передачу більшої частини Бургенланду під повну юрисдикцію Австрії за умови, якщо остання візьме на себе зобов'язання провести в Шопроні та прилеглих 8 округах плебісцит щодо приєднання до Угорщини або ж збереження статусу австрійської території.

### Австрійська окупація та угорський рух опору

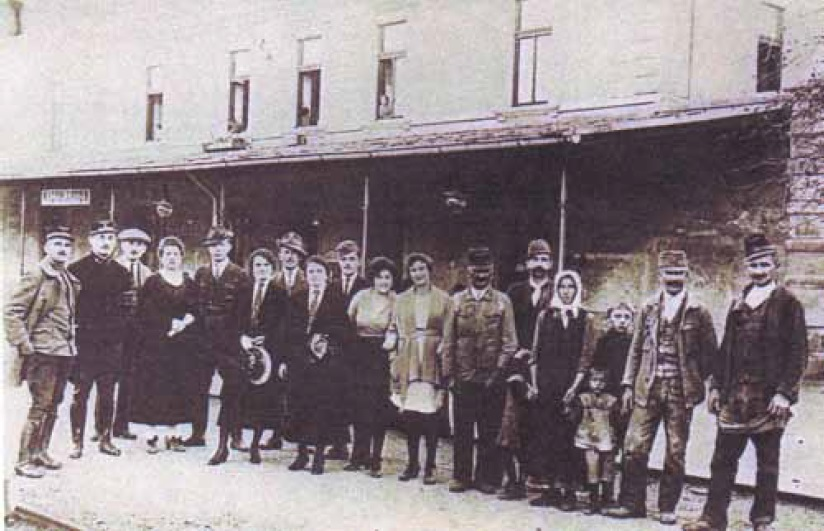
Угорські повстанці та цивільне населення (Залізничний вокзал Маттерсбурга)

На початок 1920 року територія все ще знаходилась під угорським контролем, хоча Сен-Жерменська угода, за якою територія Західної Угорщини мала відійти до складу Австрії, була підписана ще 10 вересня 1919 року. Угорці намагались ще в лютому 1920 р. акцентувати необхідність проведення плебісциту на цих територіях, щоб повернути питання їх належності.
Через декілька місяців була підписана Тріанонська мирна угода з Угорщиною, за якою Австрія набувала 4364 км² території Західної Угорщини із населенням близько 345 тис. (дані 1910 року; 245 тис. осіб декларували себе як німецькомовне населення).
Тривалий час Відень не мав змоги акумулювати сили для того, щоб встановити контроль над регіонами, що перейшли під його юрисдикцію. За мирними угодами, обом країнам заборонялось розташовувати на території Західної Угорщини регулярні війська. Весь процес оволодіння територією мав здійснюватись поліцейськими силами та цивільною адміністрацією. За час цієї підготовки угорці надіслали у Відень декілька запитів щодо перегляду встановленого кордону, погоджуючись на передачу приблизно двох третин спірної території, але залишаючи за собою право на м. Шопрон та прилеглі території на півночі. Хоча угорці й отримали проміжну згоду від канцлера Австрії Шобера, австрійський комітет з питань закордонних справ не схвалив пропозицію Будапешту, через що приготування до анексії продовжились.
Лише в кінці серпня австрійське керівництво віддало остаточний наказ встановити контроль над територією Західної Угорщини. Численні поліцейські підрозділи і цивільна адміністрація рушили через довоєнний кордон, а вже 28 серпня сталася перша збройна сутичка між австрійцями та угорськими повстанцями, що складались в основному з колишніх військовослужбовців, що втратили своє місце в рядах збройних сил внаслідок вимушеної демілітаризації, та місцевого населення, що не бажало зміни кордону тривалістю приблизно вже тисячоліття.
Австрійські сили переважали повстанські місцями вп'ятеро, але занадто низький рівень бойової підготовки австрійців та високий моральний дух повстанських загонів відігравали в цьому конфлікті вирішальну роль. Відомі випадки австрійських поразок, коли поліцейські сили нараховували до 220 осіб, а повстанські — до 50 осіб. Біля населеного пункту Felsöör невеликий загін повстанців чисельністю 8 осіб із лише одним кулеметом змусив відступати австрійський підрозділ із 200 осіб.
Найактивнішою фазою повстання був саме період кінця серпня-початку вересня. Протягом цих днів відбувались невеликі перестрілки та більш масштабні сутички із загальною кількістю учасників до 500—700 осіб. 5 вересня 1921 року внаслідок збройного зіткнення австрійці втратили 30 осіб, повстанці — 7. В наймасштабнішій у цьому конфлікті битві при містечку Kirchschlag австрійці втратили 10 осіб убитими, 17 було тяжко поранено.
За весь період окупації австрійські підрозділи не здобули жодної перемоги у відкритих збройних протистояннях, і вже до середини вересня 1921 року зусиллями повстанців та парамілітарних угорських формувань територія Західної Угорщини була зачищена від австрійських підрозділів, які на цей момент розташувались на лінії старого міждержавного кордону. Повстанці нараховували вже 3500—4000 осіб, які несли бойове чергування як на західному фронті довжиною в більш ніж 200 км, так і займали пости військово-цивільної адміністрації в повернених селищах та містах.

### Проголошення незалежної республіки Лайта-Банат
Внаслідок тривалого політичного вакууму в Австрійській республіці та водночас заборони Королівству Угорщина встановлювати власний контроль над територією Західної Угорщини, 4 жовтня 1921 року повстанці проголосили створення незалежної, вільної, суверенної та нейтральної республіки Лайта-Банат на чолі із командиром повстанської армії Палом Пронаї. Територія новоствореної держави охоплювала майже всі спірні землі, численні військові були призначені на цивільні посади, в обіг були випущені марки нової держави (виготовлені у Відні), зроблені перші кроки щодо демаркації кордонів. Ця ситуація із появою нової незалежної держави була невигідна ані Австрійській республіці, ані Королівству Угорщина, що підштовхнуло ці сторони до інтенсифікації політичного діалогу щодо вирішення цієї проблеми на дипломатичному рівні. Вже 5 листопада 1921 року новостворена держава мирно припинила своє існування.

### Переговори у Венеції
Переговори почались 11 жовтня 1921 р. за участю міністра закордонних справ Італії Паоло Томмазо делла Торетта. Безпосередніми представниками протилежних сторін були канцлер Австрії Йоганн Шобер, угорський прем'єр-міністр Іштван Бетлен та міністр закордонних справ Угорщини Міклош Банфі.
Угорці погодились на формулювання досягнутої угоди, що всі «незаконні збройні формування повинні невідкладно скласти зброю», а «населення Західної Угорщини, що не проживає там на постійній основі, повинно негайно покинути територію». Те ж саме стосувалось і офіцерів у відставці, проте в них для виконання цих положень було 10 днів. Той же самий час стосувався і студентів, що брали участь у повстанні — вони повинні були повернутись до академічних занять протягом 10 днів, в іншому ж разі їм загрожувало відрахування з навчальних закладів.
Референдум було погоджено провести спочатку в м. Шопрон, а вже потім на прилеглих територіях, проте ці два голосування мали бути визнані одним цілим та таким чином вважатися єдиним референдумом. Збройні сили Антанти мали забезпечувати мирний перебіг голосування. Протягом 8 днів після завершення референдуму територія мала відійти до країни, за приєднання до якої висловилась більшість учасників плебісциту. Протокол зустрічі та зміст угоди були затверджені одноголосно. Рада Послів у Парижі ратифікувала протокол 27 жовтня 1921 року.
За день до цього, прем'єр Угорщини Бетлен таємно взяв на себе зобов'язання віддати наказ угорській армії зачистити територію від повстанців у разі, якщо останні не складуть зброю і не покинуть територію Західної Угорщини.

### Спроба державного перевороту
Після оголошення планів провести референдум частина угорського політикуму, що бажала відновлення монархії в Угорщині, активізувалась та запросила представника династії Габсбургів короля Угорщини Карла IV зі Швейцарії до Шопрону, де міський 1,5-тисячний гарнізон, значне коло видатних та впливових угорських політиків та військових підтвердили свою вірність королю. Вже до 23 жовтня король мав у підпорядкуванні 5-тисячне військо, з яким рушив на Будапешт. У місті розташовувався 2-тисячний гарнізон, проте Карл IV не бажав допустити кровопролиття та не віддавав наказ атакувати. Міклош Горті скористався ситуацією та головним чином завдяки своїй харизмі спричинив збільшення гарнізону майже до 6 тис. осіб. У той же час, до столиці вже прибували формування з інших угорських міст, сили Антанти також закликали не допустити відновлення монархічної форми державного правління, а в Чехословаччині та Королівстві Сербів, Хорватів та Словенців навіть була оголошена часткова мобілізація. Події розвивались швидко і незабаром роялістам довелося внаслідок збройних сутичок відступати, а Карл IV змушений був утікати, проте вже згодом його схопили, передали силам Антанти, яка вирішила вислати королівське подружжя на о. Мадейра. 6 листопада 1921 року угорський парламент офіційно позбавив династію Габсбургів права на угорський королівський трон.

### Підготовка до референдуму
Сили Антанти, що розташовувались у Шопроні, дали дозвіл австрійським військам взяти контроль над Західною Угорщиною до проведення референдуму. Проте австрійці не поспішали з виконанням положень угоди, таким чином демонструючи своє небажання визнавати венеційські угоди остаточною формою врегулювання поточного конфлікту. 23 дні замість запланованих Антантою двох тривало просування австрійських військ по території.
22 листопада сторони узгодили положення щодо безпосереднього перебігу референдуму, зазначивши, що:
- в голосуванні мають право брати участь особи, що були народжені на території Західної Угорщини або особи віком понад 20 років, що перманентно проживали на цій території протягом останніх трьох років
- бюлетень, положення якого не підтримуються виборцем, має бути розірваний наполовину, проте бути присутнім разом із другим бюлетенем у виборчому конверті

Керівництво Антанти також вмовило австрійський уряд підписати 3 грудня акт тимчасової передачі земель Західної Угорщини після їх окупації місяцем раніше до керівництва австрійської цивільної адміністрації. Вже 8 грудня війська Антанти прибули на територію, щоб забезпечувати мирний хід плебісциту, а 12 жовтня з території повністю відійшли й угорські війська.
Хоча Антанта заборонила одразу після підписання венеціанських угод будь-яку неконтрольовану діяльність, що могла впливати на суспільну думку щодо питання приналежності земель, австрійські організації одразу ж почали активну агітаційну діяльність в Шопроні. Проте на це порушення не було ніякої реакції з боку представників Антанти. Безпосередньо за декілька днів до референдуму, з 12 по 15 грудня, жодного представника угорської влади або угорських збройних сил не було в Шопроні та на прилеглих територіях, що дозволяло австрійцям вести необмежену агітаційну діяльність. Лише малочисельні проугорськи налаштовані групи місцевого населення намагались виявляти порушників — вони поділили місто на 10 патрульних округів, здійснювали чергування та моніторинг діяльності опонентів, водночас замінюючи про-австрійські плакати про-угорськими.
Проблемними також були й списки виборців. Представники Антанти надали органам місцевої влади лише 8 днів на формування виборчих списків, і ті змушені були користуватись списками лютого 1920 року. Але за час, що минув, трапилось багато подій, що мали значний ефект на повноту і точність виборчих списків, що спричинило в подальшому сумніви щодо офіційно проголошених результатів референдуму.

### Аргументи сторін
Австрійське керівництво пропагувало значну економічну вигоду для Бургенланду в разі відходу земель до Австрії. Так, наприклад, ці регіони з доволі низьким рівнем промислового виробництва, але з потужним сільськогосподарським сектором, були економічно тісно пов'язані з віденським столичним регіоном, містом Грац та іншими великими містами Східної Австрії. Аргументація також зводилась до того, що Будапешт знаходиться занадто далеко від цих земель, щоб ефективно впливати на їх розвиток. Товари промислового виробництва, необхідні для ведення сільськогосподарської діяльності, було значно вигідніше отримувати на австрійських ринках через їх високу якість, а австрійський ринок збуту товарів харчової промисловості мав приваблювати населення більш високими, ніж угорськими, цінами. Агітація ж безпосередньо в місті Шопрон зводилась в основному до значного промислового потенціалу міста та його потенційно важливій транспортній ролі. Так, наприклад, маршрут запланованої північно-південної залізниці доведеться змінити через те, що потяги будуть змушені перетинати декілька кордонів.
Угорці апелювали до історичної спорідненості регіону із Будапештом, але не залишали осторонь і економічні аргументи. Так, наприклад, прихильники повернення до Угорщини стверджували, що нечисленна, але наявна промислова продукція Бургенланду знайде готовий ринок збуту в Угорщині, а численні цукрові заводи, що розташовуються на цих територіях, залежать більшою частиною від сировини, що поставляється з Угорщини. Близькість угорського сільськогосподарського центру м. Дьйор також була використана як аргумент за приєднання територій до складу Угорщини.

## Хід голосування
В Шопроні референдум був проведений 14 грудня, а в прилеглих територіях — 16 грудня. 27069 осіб мали право на участь у голосуванні (загальна чисельність населення за даними на лютий 1920 року — 50021 особа). Близько 19 тис. мешкали в Шопроні, близько 7,5 тис. — у прилеглих до Шопрона територіях. 24063 особи взяло участь у голосуванні (з них — 17298 осіб у Шопроні). 23 561 виборчий бюлетень був визнаний таким, що може бути врахований під час підрахунку голосів.

## Результати референдуму
Близько 65 % (15334 особи) проголосувало за повернення Шопрона та прилеглих територій до складу Угорщини, а 34,9 % (8227 осіб) висловилось за збереження статусу австрійської території. Приблизно 256 км² території були таким чином визнані законним володінням Королівства Угорщина.
Австрійське керівництво намагалось добитись невизнання результатів референдуму шляхом меморандумів та нот протесту, що їх воно надсилало до Ради послів у Парижі, до французького уряду та представництва Антанти у Відні.
23 грудня 1921 року Рада послів ратифікувала результати референдуму та передала 1 січня Шопрон та прилеглі території до Королівства Угорщина.
20 лютого 1922 року Австрійська республіка остаточно визнала результати референдуму.